# Rhaphidorrhynchium prominulum
Rhaphidorrhynchium prominulum är en bladmossart som beskrevs av Brotherus 1925. Rhaphidorrhynchium prominulum ingår i släktet Rhaphidorrhynchium och familjen Sematophyllaceae. Inga underarter finns listade i Catalogue of Life.